# Christiane Scrivener
Christiane Scrivener (Mulhouse, 1 de septiembre de 1925-8 de abril de 2024) fue una política francesa. Fue miembro del Partido Republicano de Valéry Giscard d'Estaing y luego de Demócratas Liberales.

## Biografía
Fue secretaria de Estado de Comercio para la protección del Consumidor desde 1976 a 1978, primero en el gabinete de Jacques Chirac y posteriormente en el de Raymond Barre. Su departamento encabezó numerosos cambios legislativos, incluida la ley de protección de la información del consumidor de productos y servicios, más conocido como la "Loi Scrivener".
Fue elegido miembro del parlamento Europeo en 1979, permaneciendo como eurodiputada hasta 1984. Cinco años después fue nombrada Comisario Europeo para Tasas, Armonización de Ingresos y Políticas del Consumidor en la Comisión Delors. Abandonó el cargo en 1995.